# Milli (prefixum)

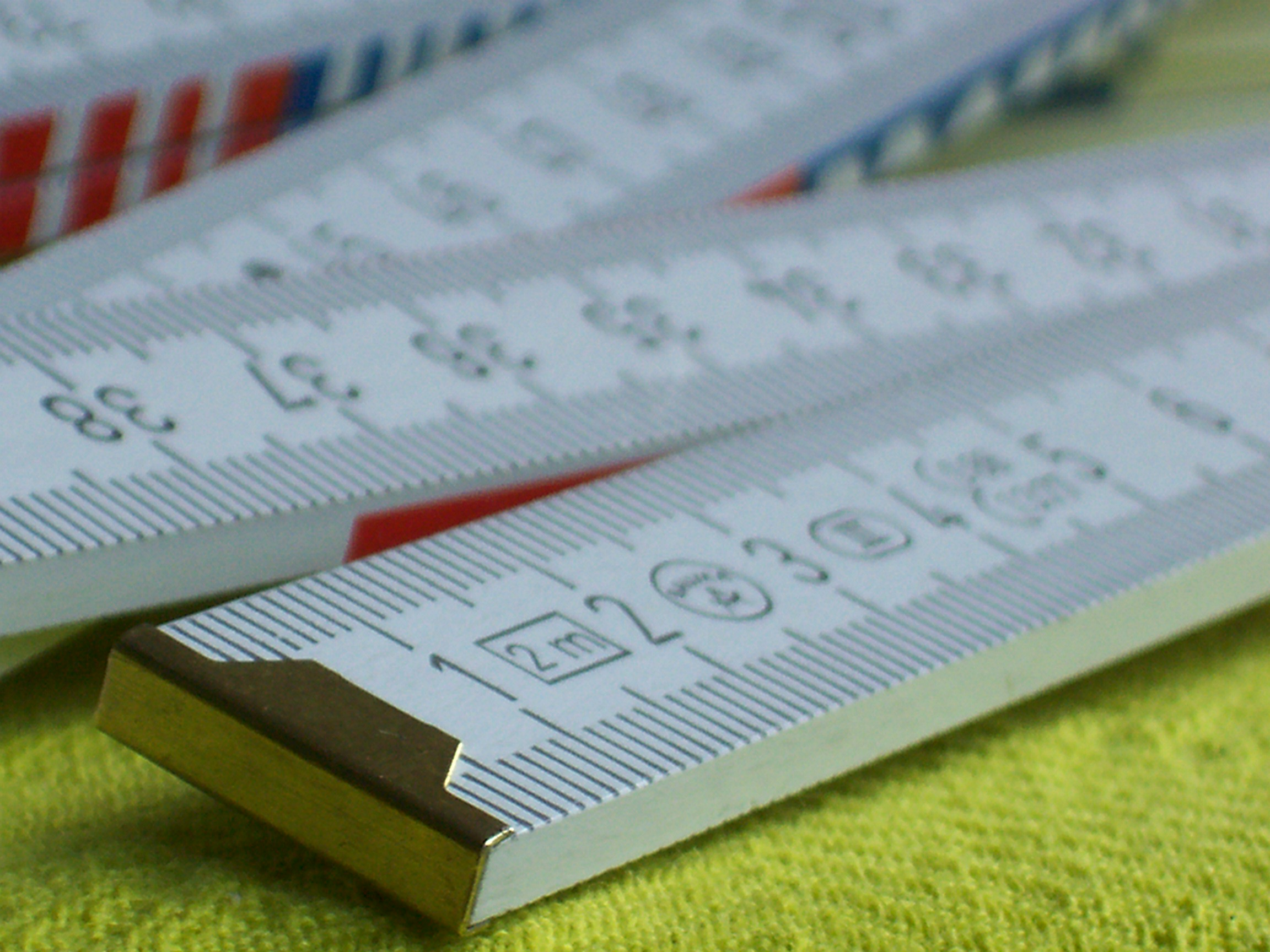
Milliméter-beosztású mérőléc

A milli az alapegység ezredrészét (10−3) jelölő előtag, SI-prefixum, rövidítése m (kis m), nem tévesztendő össze a nagy M-mel rövidített mega (M) prefixummal. Ugyancsak nem tévesztendő össze a szintén m-mel jelölt méter (m) mértékegységgel. 
A kifejezés a latin mille (ezer) szóból eredeztethető, eredetileg 1795-ben vezették be, majd az Általános Súly- és Mértékügyi Konferencia (Conférence générale des poids et mesures, CGPM) által 1889 óta fejlesztett mértékrendszer elemévé vált, ma már SI-prefixum.

## Helyesírása
A milli kisbetűvel írandó, a jelzett mennyiséggel egybe kell írni, pl. milliliter. Mivel magyar kiejtéskor az l hang gyakran rövid, gyakran helytelenül egy l-lel írják, noha magyarul (és számos idegen nyelven is) két l-lel írandó. Mint minden SI-prefixum, kiírva mondatkezdő helyzetben nagybetűvel is írható, amennyiben mértékegység kapcsolódik hozzá, és így nem okoz félreértést. Tipográfiailag álló betűkkel kell megjeleníteni, függetlenül attól, hogy szövegkörnyezete milyen karakterkészletet tartalmaz. Minden mértékegységhez kapcsolható, kivéve az SI-alapegységnek tekintett kilogrammot (kg), amely történelmi okokból egyúttal prefixumot is tartalmaz, és két prefixum nem követheti egymást, ezért a tömegegység (kg) ezredrésze tehát g (gramm), a mg (milligramm) jelentése pedig a kilogramm milliomodrésze, azaz 1 mg = 10−3 g = 10−6 kg.

## Használata a köznapi életben
Mivel a jelentése csupán ezredrész, és ez a mennyiségarány a mindennapi gyakorlatban gyakran előfordul, ezért a milli prefixumot igen gyakran használjuk a köznapi életben is. A leggyakrabban távolságegységként milliméter (mm), tömegegységként milligramm (mg), térfogategységként milliliter (ml vagy mL), az elektromos feszültség egységeként millivolt (mV), a teljesítmény egységeként milliwatt (mW), ritkábban a nyomás egységeként millibar (mbar) formájában találkozhatunk vele.  